# Mortgage-backed security
Mortgage-backed security (MBS) är en värdepapperiserad kredit vars underliggande tillgång är fastighetslån (engelska: mortgage).
Liknande värdepapper med andra underliggande tillgångar än fastighetslån kallas asset-backed security (ABS). Både MBS och ABS har på svenska ibland betecknats tillgångssäkrade obligationer. En väsentlig skillnad mellan MBS och säkerställda obligationer är att en MBS enbart innebär en fordran på den underliggande säkerheten och inte på den som givit ut MBS:en (emittenten). Detta åstadkoms genom att den underliggande tillgången, som utgör säkerhet för MBS:en, separeras från emittentens balansräkning när en MBS emitteras.

## Underklasser av MBS
- RMBS - Residential Mortgage Backed Securities, där underliggande tillgång är lån på bostadsfastigheter.
- CMBS - Commercial Mortgage Backed Securities, där underliggande tillgång är lån på kommersiella fastigheter.